# Páncélos ostorosok
A páncélos ostorosok (Dinoflagellata) az Alveolata Dinozoa törzsének egy altörzse. Korábban Dinophyta néven a növények országának törzseként tartották számon. Ezután egy ideig a protiszták országába sorolták őket.
Mintegy 1000 fajuk ismert. Ezek legtöbbje a tengerekben élő, szabadon lebegő egysejtű. Nevüket „páncélszerű” sejtfalukról kapták.

## Rendszerzésük
Cavalier-Smith féle rendszerezés:
- Dinophyceae osztály
  - Gymnodiniphycidae alosztály
  - Peridiniphycidae alosztály
  - Dinophysiphycidae alosztály
  - Prorocentrophycidae alosztály
  - Phytodiniphycidae alosztály
- Blastodiniphyceae osztály
- Noctiluciphyceae osztály
- Syndiniophyceae osztály